# 寻找快乐那片海
寻找快乐那片海是中国歌手莫诗旎的首張個人專輯，於2007年2月10日发行。

## 曲目
1. 寻找快乐那片海
2. 月
3. 好男儿
4. 十五岁
5. 恋爱的味道
6. 我的手心里你的名字
7. 消失
8. 长大
9. 迷宫的十字路口
10. 相思
11. 闭着眼睛哭
12. 天使不在家
13. 心在阳光下散步